# Максиміліано Ернандес Мартінес
Максиміліано Ернандес Мартінес (ісп. Maximiliano Hernández Martínez) (21 жовтня 1882, Сан-Сальвадор, Сальвадор — 15 травня 1966, Данлі, Гондурас) — сальвадорський політик і генерал, президент і диктатор Сальвадору з 1931 по 1944 рік. 
Мартінес став президентом після військового перевороту в 1931 році і утримувався на посаді президента протягом тринадцяти років. Під його правлінням відбулися численні політичні переслідування, репресії та використання сили проти опозиції. Час його правління характеризувався авторитарним режимом та обмеженнями на політичні свободи.

## Біографія
Максиміліано Ернандес Мартінес народився у 1882 році 21 жовтня в Сальвадорі. Він пройшов шлях військової служби, починаючи з ранніх років своєї кар'єри. Мартінес став помітним фігурантом політичного життя країни та здобув репутацію впливового військового лідера.
У 1931 році Мартінес очолив військовий переворот, який призвів до його взяття влади. Він став президентом Сальвадору і займав цю посаду протягом тринадцяти років. Під його правлінням країна пережила період авторитарного режиму з обмеженнями на політичні свободи та політичні переслідування.

## Політика
Правління Максиміліано Ернандеса Мартінеса характеризувалося сильним авторитарним контролем над країною. Він здійснював широкомасштабні репресії проти політичної опозиції та обмежував свободу слова та зібрань, викорустовуя політичний тиск і переслідування, щоб зберегти свою особисту владу. 
Внутрішня політика Мартінеса була спрямована на зміцнення його влади та підтримку військово-промислового комплексу. Мартінес розвивав інфраструктуру та промисловість, проте це часто призводило до зростання соціальних нерівностей. Багатство концентрувалося в руках еліти, тоді як бідні шари населення страждали від економічного недостатку.

## Зовнішні справи
Зовнішня політика під час правління Максиміліано Ернандеса Мартінеса була спрямована на зміцнення впливу Сальвадору в регіоні Центральної Америки. Він прагнув підтримувати добрі відносини з іншими країнами та активно брав участь у регіональних справах.
Під час його правління тривали конфлікти та напружені відносини з сусідніми країнами. Зокрема, він був причетний до військових конфліктів з Гватемалою в 1932 році і Гондурасом в 1933 році. Ці конфлікти виникли через територіальні суперечки та політичні розбіжності.
Мартінес також прагнув зміцнити економічні зв'язки з іншими країнами. Він сприяв привабленню іноземних інвестицій та розвитку зовнішньої торгівлі. Президентська адміністрація Мартінеса проводила політику, спрямовану на залучення іноземних капіталів для розвитку промисловості та сільського господарства.
Значна увага приділялася також відносинам з Сполученими Штатами. Мартінес прагнув підтримувати добрі відносини з американськими політичними та економічними лідерами. Це дозволило Сальвадору отримати підтримку США в питаннях безпеки, економічного розвитку та політичної стабільності.
Проте, за правління Мартінеса країна також стикнулася з критикою з боку міжнародних організацій та деяких держав. Порушення прав людини, політичні репресії та обмеження
свободи слова були об'єктом засудження з боку деяких країн та організацій.
В цілому, зовнішня політика під час правління Максиміліано Ернандеса Мартінеса була спрямована на зміцнення внутрішнього впливу та престижу Сальвадору у регіоні. Вона включала в себе активну участь у регіональних справах, залучення іноземних інвестицій та розвиток зовнішньої торгівлі, а також встановлення та збереження дипломатичних зв'язків з іншими країнами.

## Наслідки та кінець правління
У 1944 році, після тринадцяти років правління, Максиміліано Ернандес Мартінес був зміщений з посади президента Сальвадору. Це сталося в результаті масових антиурядових протестів та натиску з боку опозиційних сил і міжнародної спільноти.
Завершення правління Мартінеса було пов'язане з наростанням незадоволення населення його авторитарним режимом, обмеженням політичних свобод та систематичним порушенням прав людини. Протести і повстання поширилися по всій країні, а суспільство вимагало демократичних змін та кінця режиму Мартінеса.
Під тиском внутрішнього та зовнішнього тиску Мартінес був змушений відступити і вийти з посади. Після цього він був засуджений до екзилу і провів решту свого життя у вигнанні. Кінець правління Мартінеса означив початок нового етапу в політичній історії Сальвадору, спрямованого на відновлення демократії та реформи.

## Вплив на історію
Правління Максиміліано Ернандеса Мартінеса має значний вплив на історію Сальвадору. Його режим характеризувався авторитарним контролем і репресіями, що сильно вплинули на політичну ситуацію країни протягом тривалого періоду. Події, пов'язані з правлінням Мартінеса, відіграли важливу роль у подальшому розвитку Сальвадору та вплинули на політичну культуру країни.